# Mapatón

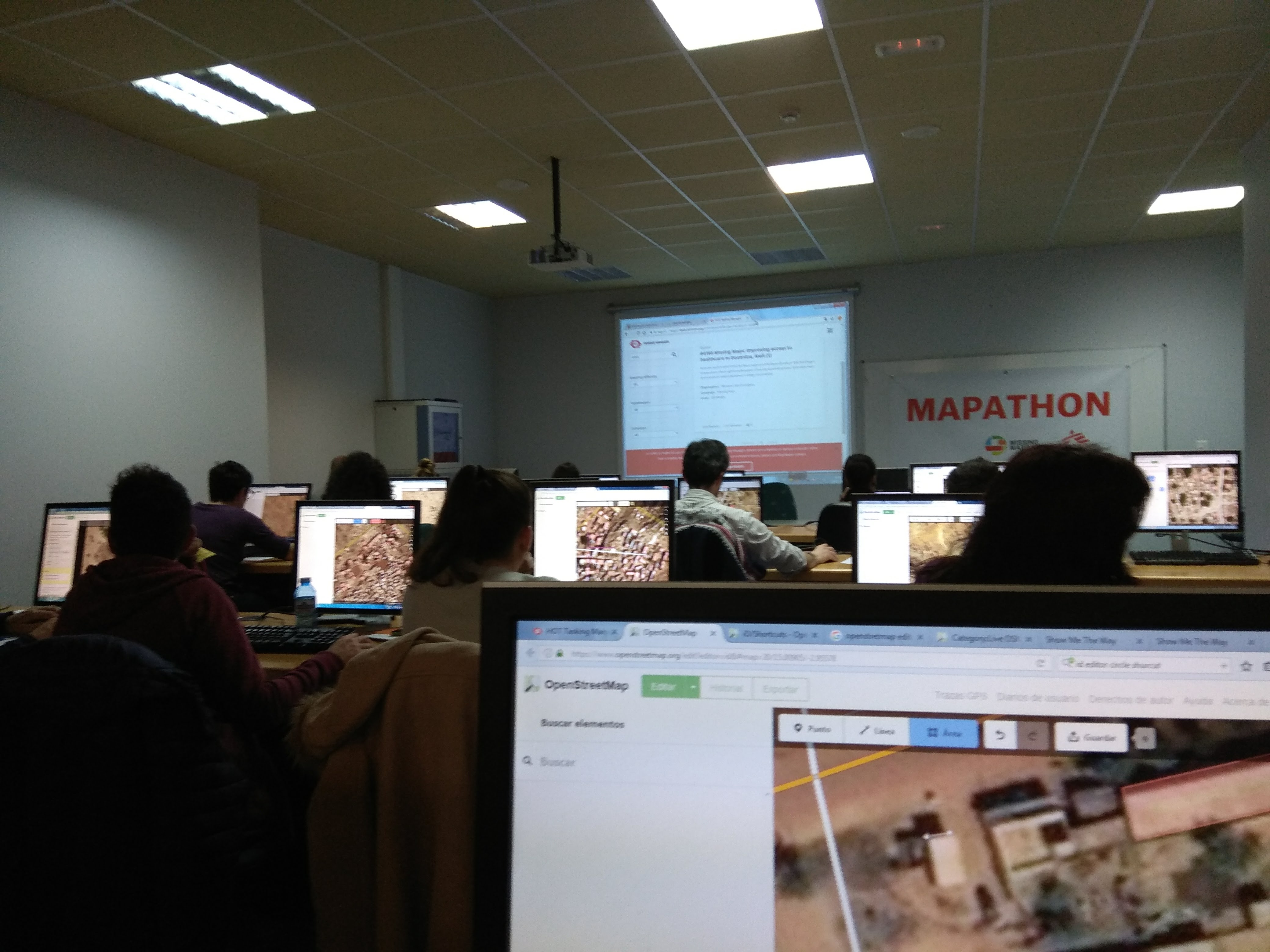
Mapatón realizado en 2018 en la Universidad de Cantabria en colaboración con Médicos Sin Fronteras para completar la cartografía de OpenStreetMap de poblaciones necesitadas de asistencia médico-humanitaria en África.

Mapatón es un espacio de encuentro entre personas que se unen para cartografiar una zona, siendo un elemento de gran importancia en la denominada Información Geográfica Voluntaria.
Así, de modo similar al editatón, término de Wikipedia para describir una colaboración entre wikipedistas en un tema específico, el mapatón persigue una finalidad similar, sobre la cartografía de un área o motivo determinado.

## Objetivos
Los eventos masivos de ciudadanos tienen por objetivo que las personas voluntarias, usando sus propios recursos –acceso a Internet, computadora u ordenador portátil, ratón, etcétera– y siguiendo instrucciones de moderadores, con apoyo de guías y otros recursos, recojan y apunten datos de una determinada área, según el interés que la convocatoria determine.
Para ello se hace uso de diferentes recursos computacionales, en forma de aplicaciones, como Missing Maps, una de las más populares, complementados con ampliaciones de imágenes vía satélite.
Finalmente, y como ejemplo de voluntariado digital, se puede considerar como una forma de contribuir a una Wikipedia de los mapas.